# Flores Costa Cuca
Flores Costa Cuca («Cuca»: en honor a María Josefa Barrios y Aparicio o Cuca, hija del expresidente Justo Rufino Barrios) es un municipio del departamento de Quetzaltenango, localizado a 60 km de la ciudad de Quetzaltenango y a 216 km de la Ciudad de Guatemala en la República de Guatemala.
La colonización de esta región se dio después de la Independencia de Centroamérica, y se dio masivamente debido a la caída en la exportación del añil y el comienzo de la exportación de Grana, la cual se cultivaba en la región.
Tras la Reforma Liberal de 1871, la grana decayó y fue sustituida por el cultivo de café y la región que ocupa Flores fue integrada al municipio de «Morazán», el cual fue creado como tal en 1881, aunque luego fue convertido en el municipio de «Franklin» en 1882.
A una altitud de 540 metros sobre el nivel del mar, cuenta con una extensión territorial de 63 km², en la que viven 24,888 habitantes (según datos del censo 2018).

## Demografía
La población por grupos etarios:
- 0 a 4 años, 10%
- 5 a 14, 22%
- 15 a 64 años, 61%
- 65 y más, 7%

La población por grupos étnicos:
- Indígena, 4%
- No indígena, 96%
- Ignorado, 0%

## Gobierno municipal
Entre el principal gobernante municipal se encuentra: Mario lozano (Alcalde) 2016-2020-2024
Los municipios se encuentran regulados en diversas leyes de la República, que establecen su forma de organización, lo relativo a la conformación de sus órganos administrativos y los tributos destinados para los mismos.  Aunque se trata de entidades autónomas, se encuentran sujetos a la legislación nacional y las principales leyes que los rigen desde 1985 son:
| N.º | Ley                                                | Descripción |
| --- | -------------------------------------------------- | --- |
| 1   | Constitución Política de la República de Guatemala | Tiene una regulación legal específica para los municipios en los artículos 253 al 262. |
| 2   | Ley Electoral y de Partidos Políticos              | Ley de carácter constitucional aplicable a los municipios en el tema de la conformación de sus autoridades electas. |
| 3   | Código Municipal                                   | Decreto 12-2002 del Congreso de la República de Guatemala. Tiene la categoría de ley ordinaria y contiene preceptos generales aplicables a todos los municipios, e inclusive contiene legislación referente a la creación de los municipios.             |
| 4   | Ley de Servicio Municipal                          | Decreto 1-87 del Congreso de la República de Guatemala. Regula las relaciones entra la municipalidad y los servidores públicos en materia laboral. Tiene su base constitucional en el artículo 262 de la constitución que ordena la emisión de la misma. |
| 5   | Ley General de Descentralización                   | Decreto 14-2002 del Congreso de la República de Guatemala. Regula el deber constitucional del Estado, y por ende del municipio, de promover y aplicar la descentralización y desconcentración económica y administrativa.                                |

El gobierno de los municipios está a cargo de un Concejo Municipal mientras que el código municipal —ley ordinaria que contiene disposiciones que se aplican a todos los municipios— establece que «el concejo municipal es el órgano colegiado superior de deliberación y de decisión de los asuntos municipales […] y tiene su sede en la circunscripción de la cabecera municipal»; el artículo 33 del mencionado código establece que «[le] corresponde con exclusividad al concejo municipal el ejercicio del gobierno del municipio».
El concejo municipal se integra con el alcalde, los síndicos y concejales, electos directamente por sufragio universal y secreto para un período de cuatro años, pudiendo ser reelectos.
Existen también las Alcaldías Auxiliares, los Comités Comunitarios de Desarrollo (COCODE), el Comité Municipal del Desarrollo (COMUDE), las asociaciones culturales y las comisiones de trabajo. Los alcaldes auxiliares son elegidos por las comunidades de acuerdo a sus principios y tradiciones, y se reúnen con el alcalde municipal el primer domingo de cada mes, mientras que los Comités Comunitarios de Desarrollo y el Comité Municipal de Desarrollo organizan y facilitan la participación de las comunidades priorizando necesidades y problemas.

## Historia

### Tras la Reforma Liberal
El acuerdo gubernativo del 10 de abril de 1882 del gobierno de Justo Rufino Barrios dispuso suprimir el municipio de Morazán y erigir otro al que se designaba «Franklin», como parte de la política de Reforma Agraria de su gobierno, y que consistía en la expropiación de tierras comunales de indígenas: 
| Examinadas las diligencias relativas a la solicitud que la municipalidad y vecinos del pueblo de Morazán han formulado para que se suprima dicho municipio y se erija en la finca nombrada Las Marías; y para que se autorice a la Corporación a fin de poder enajenar el terreno que le pertenece como ejido; Considerando: - Que, según informa el Jefe Político del departamento deQuezaltenango, el lugar en que el expresado pueblo está ubicado no es aparente para ese objeto. - Que la finca Las Marías reúne condiciones ventajosas para que en ella se establezca un municipio independiente. - Que la enajenación del ejido es útil y necesaria, una vez que trasladándose la población a otro punto, no será aprovechado por los vecinos y su producto podrá emplearse en mejorar el nuevo pueblo; El Presidente de la República, con vista de la consulta emitida por el Ministerio Fiscal, Acuerda: 1. Suprimir el municipio de Morazán 2. Crear otro distrito municipal que se denominará «Franklin», y que comprenderá las aldeas de que aquel se componía, cuya cabecera estará en el paraje de la finca mencionada, en que actualmente se encuentran la Comandancia Local y demás oficinas públicas; y 3. Autorizar al Jefe Político de Quezaltenango para que, previa la medida y avalúo respectivos, proceda a enajenar el ejido en pública subasta, por lotes o de la manera más favorable, debiendo conservarse su precio en la Administración de Rentas de aquel departamento a fin de que, en su oportunidad, se invierta en las obras que el Gobierno designe para mejorar el nuevo municipio. Comuníquese. —Justo Rufino Barrios Recopilación de la Leyes de la República de Guatemala, 1881-1883 |

### Gobierno de Manuel Lisandro Barillas: fundación de Colomba Florida en 1889
El 21 de mayo de 1889 se emitió otro acuerdo, comprando la finca La Florida para erigir en ella la cabecera del nuevo municipio de Franklin; esta finca fue inaugurada el 4 de agosto de 1889. El gobierno del general Manuel Lisandro Barillas emitió un acuerdo el 26 de agosto de 1889 que disponía que el pueblo de la cabecera municipal del distrito de Franklin, en la Costa Cuca, se llamase «Colomba Florida»: 
| Palacio del Poder Ejecutivo: Guatemala, 26 de agosto de 1889. En atención a que la Municipalidad y vecinos del pueblo de la cabecera del distrito de Franklin, en la Costa Cuca, declararon, en sesión de 4 de este mes, según consta del acta que se tiene a la vista, que el pueblo inaugurado en esa fecha debe llevar el nombre de Colomba Florida, El Presidente de la República Acuerda: Dar su aprobación a lo dispuesto por la referida Municipalidad. Comuníquese —Manuel Lisandro Barillas Recopilación de las Leyes de la República de Guatemala, 1889 |

Luego de ser propietario de vastas extensiones de terreno en Colomba, el general Barillas cayó en desgracia durante el gobierno del licenciado Manuel Estrada Cabrera, y terminó sus días en la miseria en la Ciudad de México tras fallidos intentos de invadir Guatemala, y hasta allí envió el presidente guatemalteco a dos sicarios para asesinarlo en 1907.

### Accesos
Cuenta con carretera asfaltada de Guatemala a Quetzaltenango. Coatepeque. Colomba y otros. Además, dentro del municipio, sus carreteras de terracería son transitables pero no todo el tiempo.

### Economía
Su fuente de economía principal es la agricultura con cultivos de maíz, frijol, camote, chile, arroz y plátano.

### Educación
El índice de analfabetismo en el municipio es de 37%, de los cuales el 39% son hombres y el 61% mujeres; de todos estos el 17% se encuentra en el área urbana y el 83% en el área rural.[cita requerida]